# Urmas Kaldvee
Urmas Kaldvee (Võru, 20 de noviembre de 1961) es un deportista estonio que compitió en biatlón. Ganó una medalla de bronce en el Campeonato Mundial de Biatlón de 1992, en la prueba por equipos.

## Palmarés internacional
| Campeonato Mundial | Campeonato Mundial  | Campeonato Mundial | Campeonato Mundial |
| Año                | Lugar               | Medalla            | Prueba             |
| ------------------ | ------------------- | ------------------ | ------------------ |
| 1992               | Novosibirsk (Rusia) | Medalla de bronce  | Equipo             |